# 다카사키 아키라
다카사키 아키라(일본어: 高崎 晃 타카사키 아키라[*], 1961년 6월 30일 ~ )는 일본의 음악가이자 작곡가이다. 그는 헤비 메탈 밴드 LOUDNESS의 리드 기타리스트이자 유일한 고정 멤버로 가장 잘 알려져 있다. 그는 1970년대에 처음으로 두각을 나타냈던 밴드 레이지의 기타리스트이기도 하다.

## 경력
그는 14살에 어린 음악 재능들을 위한 TV 경연대회에서 우승하면서 기타리스트로서의 경력을 시작했다. 그는 빠르게 드러머 히구치 무네타카가 소속된 팝 록 밴드 레이지의 일원이 되었다. 1970년대 말에 5장의 음반을 냈지만, 하드 록과 헤비 메탈을 지향하는 다카사키의 음악 스타일은 밴드에 맞지 않았고 1981년에 밴드 동료 히구치와 함께 자신만의 밴드인 LOUDNESS를 결성하기로 결정했다. LOUDNESS가 제작한 많은 헤비메탈 음반들은 그에게 국제적인 명성과 엄청난 호평을 가져다 주었다. 그는 25년 동안 20개 이상의 스튜디오 음반을 프로듀싱한 LOUDNESS의 유일한 멤버이다. 다카사키 역시 1982년 《TUSK OF JAGUAR》를 시작으로 솔로 작품 제작을 이어오고 있으며 현재는 지조라는 새로운 사이드 프로젝트에 전념하고 있다. 1998년과 2002년에는 두 장의 새 스튜디오 음반 발매와 투어를 위해 레이지의 재결합에 직접 관여하기도 했다. 타카사키는 동료 기타리스트 조지 아즈마와 함께 공동 설립하고 경영하는 회사인 킬러 기타를 시작할 충분한 시간을 가졌다. 그는 몇몇 기타 디자인을 담당한다.

## 스타일
다카사키의 기타 연주 스타일은 헤비 메탈 리프가 매우 빠르고 정밀하게 실행되는 것이 특징이며, 종종 다른 피킹 기술과 약간의 비브라토를 사용한다. 그의 작곡은 보통 그의 동료들처럼 긴 신 고전주의 주제 대신 잘 구성된 노래를 만들기 위해 멜로디와 훅으로 채워져 있다. 그의 시레드 기타 작업은 전 세계의 많은 팬들을 끌어 모았고 그의 음악성은 종종 폴 길버트, 마티 프리드먼, 커크 해밋, 데이비드 채스테인과 같은 또래 기타리스트들의 능력과 비교되었다. 1986년 기타 독주곡은 딥 퍼플의 기타리스트 리치 블랙모어의 작품과 고토를 위한 일본 음악에서 영향을 받았다고 밝혔다. 그는 또한 영향력 있는 인물로 이시마 히데키를 꼽았다.

## 음반 목록

### LOUDNESS
- THE BIRTHDAY EVE 〜탄생전야〜 (1981)
- DEVIL SOLDIER 〜전율의 기적〜 (1982)
- THE LAW OF DEVIL'S LAND 〜마계전장〜 (1983)
- DISILLUSION 〜격검영화〜 (1984)
- DISILLUSION 〜격검영화〜 (1984) - 영어 버전
- THUNDER IN THE EAST (1985) No. 74 (US)
- Shadows of War (1986)
- Lightning Strikes (1986) - U.S. Remix of Shadows of War  No. 64 (US)
- HURRICANE EYES (1987) No. 190 (US)
- HURRICANE EYES (1987) - Japanese Version
- SOLDIER OF FORTUNE (1989) No. 18 (JPN)
- ON THE PROWL (1991) No. 7 (JPN)
- LOUDNESS (1992) No. 2 (JPN)
- HEAVY METAL HIPPIES (1994) No. 29 (JPN)
- GHETTO MACHINE (1997) No. 65 (JPN)
- Dragon (1998) No. 49 (JPN)
- Engine (1999) No. 48 (JPN)
- Spiritual Canoe (2001) No. 20 (JPN)
- Pandemonium (2001) No. 27 (JPN)
- Biosphere (2002) No. 45 (JPN)
- Terror (2004) No. 88 (JPN)
- Racing (2004) No. 60 (JPN)
- Breaking the Taboo (2006) No. 129 (JPN)
- Metal Mad (2008) No. 51 (JPN)
- The Everlasting (2009) No. 42 (JPN)
- King of Pain (2010) No. 21 (JPN)
- Eve to Dawn (2011) No. 36 (JPN)
- 2012 (2012) No. 33 (JPN)
- The Sun Will Rise Again (2014) No. 29 (JPN)
- Rise to Glory (2018) No. 13 (JPN)